# Hypertexte
Pour les articles homonymes, voir Hypertextualité.

Hyperlien « Wikipedia ».

Un hypertexte est un texte ou un ensemble de documents informatiques qui permet de passer d'un document à l'autre grâce à un système de renvois appelés hyperliens, ou liens hypertextes. Ceux-ci prennent la plupart du temps la forme d'un texte souligné en bleu, bien qu'ils puissent également être placés sur une photo, une image, un bouton, etc.
Le terme, créé en 1965 par Ted Nelson, désigne, dans les premières années, un champ de recherche d'orientation littéraire fonctionnant sur un système fermé. Au début des années 1990, Tim Berners-Lee invente et diffuse les technologies nécessaires pour construire un système hypertexte réparti sur Internet : le World Wide Web.

## Étymologie
Étymologiquement, le préfixe « hyper » suivi de la base « texte » renvoie au dépassement des contraintes de la linéarité du texte écrit. Lorsque les unités d'information ne sont pas uniquement textuelles, mais aussi audiovisuelles, on peut parler de système et de documents hypermédias.
Du grec hypér (« par-dessus », « au-delà ») + Latin textus (« structure » ou « textile »)
Électronique : un texte qui fournit des liens entre des éléments clés qui permettent aux utilisateurs de naviguer à travers l’information de manière non-séquentielle.
Note : le terme hypertexte servait à décrire en 1965 la textualité computationnelle à l’opposé de la textualité linéaire des livres, des films et de la parole. La non-linéarité permet donc de naviguer à travers divers sujets sans prendre en compte l’ordre primaire d’apparition. Ces liens sont souvent établis par l’auteur du document et par l’utilisateur tout dépendamment de l’intention du document hypertexte et de l'expérience de l'utilisateur. Par exemple, en navigant parmi les liens du mot langage dans un article, l’utilisateur peut être emmené consulter le lien de l’alphabet phonétique international, des extraits de langues du monde, de la linguistique historique, langage informatique, etc.

Traduction libre de (Danesi, 2000:114) 
Avant que le terme « hypertexte » soit vulgarisé par l'informatique, il a été occasionnellement utilisé en littérature. Ainsi le Dictionnaire Flammarion de la Langue Française (1998) donne deux sens au mot, le premier étant le néologisme créé par Gérard Genette pour la théorie littéraire : « texte littéraire dérivé par rapport à un autre qui lui est antérieur et lui sert de modèle ou de source, d'où des phénomènes de réécriture possibles comme le pastiche ou la parodie ». Dans Palimpsestes, Gérard Genette définit l'hypertexte par opposition à l'hypotexte, qui est le texte antérieur auquel un hypertexte est relié, « d'une manière qui n'est pas celle du commentaire ». Genette considère qu'il s'agit d'une forme de transtextualité.

## Précurseurs
Si le terme « hypertexte » est assez récent, l'idée qu'il recouvre est toutefois fort ancienne et certains estiment qu'il « était déjà en germe dans divers développements apparus au cours de l'histoire de l'écriture ». Dès le XIIe siècle apparaissent des ouvrages dotés d'un index permettant au lecteur de sauter directement à la section qui l'intéresse, sans devoir suivre un cheminement linéaire. Dès le XVe siècle, les notes infrapaginales se multiplient dans les ouvrages scientifiques afin de donner, à la personne qui le souhaite, des informations supplémentaires, sans rompre le fil du texte principal. Le système des renvois sera poussé encore plus loin avec l'Encyclopédie de Diderot et D'Alembert, afin de réaliser leur projet d'« enchaînement des connaissances », préfigurant dans une certaine mesure Wikipédia.
L'hypertexte a d'ailleurs parfois été décrit comme « un système généralisé d’appel de notes ». Des textes littéraires antérieurs à la littérature numérique, tels que Feu pâle de Vladimir Nabokov ou Marelle de Julio Cortázar, sont considérés comme des précurseurs de l'hypertexte, dans ce sens que les renvois internes appellent à une lecture non linéaire. Certaines critiques, particulièrement dans le milieu anglo-saxon, n'hésitent pas à compter Jorge Luis Borges comme un des précurseurs de l'hypertextualité. Les livres-jeux (livres dont vous êtes le héros), peuvent aussi être considérés comme des exemples d'hypertextualité non numérique.

### Vannevar Bush et le Memex

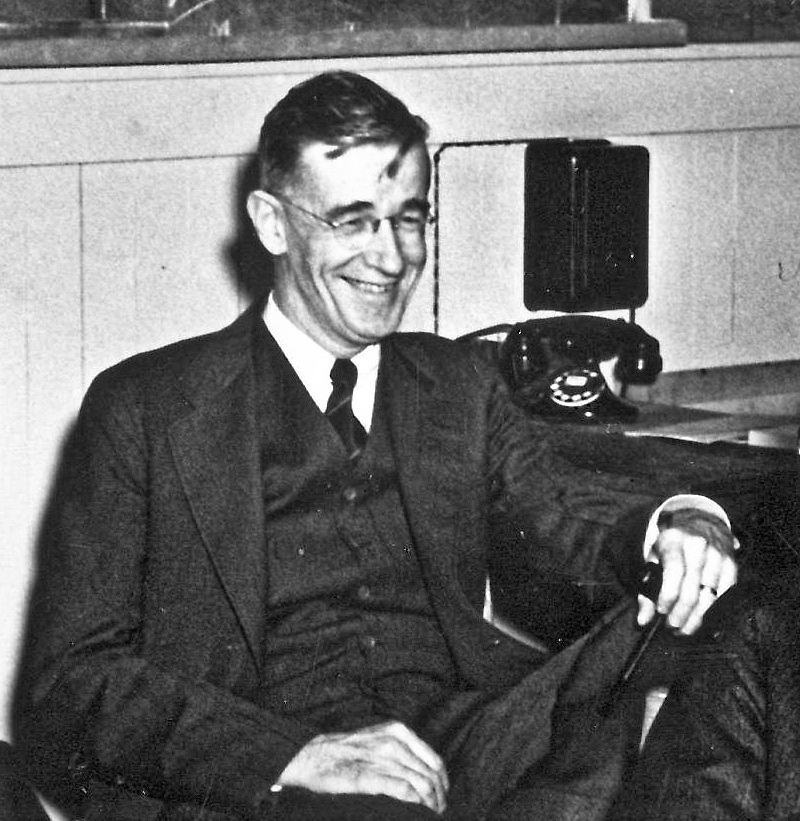
Vannevar Bush en 1940.

La première description du concept est probablement due à Vannevar Bush. Dans un article de 1945 où il s'interroge sur les moyens de faciliter le travail des chercheurs dans le domaine scientifique, il décrit un bureau électromécanique futuriste appelé Memex pour (MEMory EXtender). Ce bureau contient une unité de mémoire dans laquelle il est possible d'emmagasiner sous forme de microfilms des milliers de livres, revues et journaux. La surface du bureau contiendrait des écrans sur lesquels s'afficheraient les microfilms et un clavier permettant d'accéder à un index de sorte que la consultation de la bibliothèque serait extrêmement souple et rapide.
Le Memex est toutefois bien davantage qu'une bibliothèque automatique, car il offre aussi la possibilité à son utilisateur d'ajouter constamment de nouvelles données grâce à un appareil photo intégré, d'associer entre elles des données stockées dans la bibliothèque et d'enregistrer toute recherche effectuée. Cela revient à envisager des hyperliens et des cheminements personnalisés. Même si Bush n'utilise pas le terme d'hyperlien ni celui d'hypertexte, il envisage une réalité du même ordre, une machine comme le Memex devant constituer pour son utilisateur « un important supplément intime à sa mémoire ». Grâce à ce système, prédit Bush, « des formes entièrement nouvelles d'encyclopédies vont faire leur apparition, déjà équipées d'un réseau d'associations au travers de leurs articles. » Et il conclut : « La technologie peut ainsi améliorer les façons dont l’homme produit, enregistre et consulte le savoir. »
Cette conception de la lecture savante tend à se répercuter sur la conception du texte, même si ce dernier n'est pas orienté vers la recherche, ainsi que le note Vandendorpe : « La structure du texte tend dès lors à prendre pour modèle le cheminement du lecteur. »
L'idée de regrouper une vaste collection de documents sur microfilm était dans la continuité des recherches documentaires. Le microfilm a été utilisé à des fins de stockage de l'information dès 1910, mais seulement sous une forme réduite (Chaumier 1971). À cette date, Paul Otlet avait d'ailleurs envisagé de l'utiliser pour créer une Bibliophoto et « un télescope électrique, permettant de lire de chez soi des livres exposés dans la salle teleg des grandes bibliothèques, aux pages demandées d’avance. » Le spécialiste belge de la science bibliographique est ainsi considéré comme un des précurseurs d'Internet et son travail constitue selon les historiens « une part importante et négligée de l'histoire des sciences de l'information ».

### Ted Nelson et Xanadu

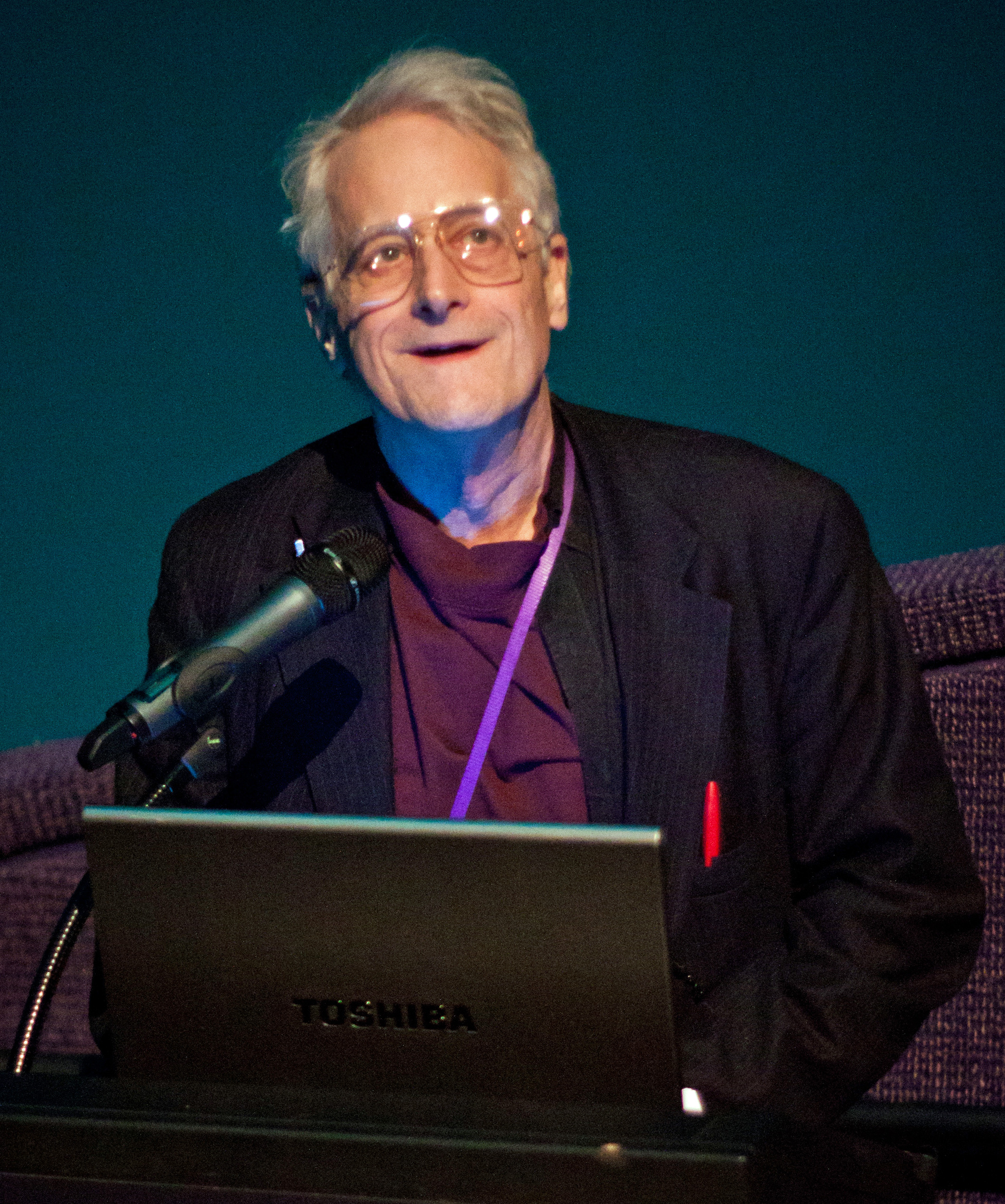
Ted Nelson.

Le terme hypertext est inventé en 1965 par Ted Nelson : « Let me introduce the word 'hypertext' to mean a body of written or pictorial material interconnected in such a complex way that it could not conveniently be presented or represented on paper ».
Ce dernier appelle hypertexte un réseau constitué par un ensemble de documents numériques de type littéraire (originaux, citations, annotations) liés entre eux. La principale propriété de l'hypertexte est de ne pas être séquentiel (ou linéaire), par opposition à un discours ou aux pages d'un livre. Il s'agit aussi pour lui d'un « concept unifié d’idées et de données interconnectées, et de la façon dont ces idées et ces données peuvent être éditées sur un écran d’ordinateur ». Il décrit sa conception en détail dans son ouvrage Computer Lib/Dream machines (1974), qui sera réédité en format hypertexte grâce au logiciel Guide en 1987.
Il est aussi le créateur du projet Xanadu, système hypertexte global, resté à l'état de prototype, qui devrait idéalement servir de dépôt à la littérature du monde entier et permettre la consultation des documents déposés moyennant un système de micropaiements couvrant les droits d'auteur.

## Logiciels d'hypertexte

### Systèmes autonomes
HES (1967). Ted Nelson « met au point avec Andries van Dam le logiciel Hypertext Editing System, qui servira aux premières expériences de création hypertextuelle, dans une perspective littéraire, à l'université Brown. » Par la suite, il servira à organiser la documentation des missions Apollo.
NLS (1968). Douglas Engelbart, qui a inventé de nombreux outils informatiques toujours en usage aujourd'hui — édition de texte à l'écran, souris, fenêtres, etc. — commence à travailler dès 1962 sur le projet NLS (oNLine System), qui sera présenté au public en 1968. Ce système permet à des chercheurs d'enregistrer leurs articles et annotations dans un espace commun et d'y intégrer des liens. Tout comme pour HES, ce système ne se répand guère en dehors des institutions qui l'ont créé.
GML (1969). Charles Goldfarb, « responsable chez IBM d'un projet de système d'information intégré », crée le GML, un langage de codage de documents textuels fonctionnant à l’aide de balises indiquant la nature des éléments.
Aspen Movie Map(1978) est le premier hypermédia. Créé au MIT, il fonctionne sur vidéodisque et permet à l'usager de circuler virtuellement dans la ville d'Aspen au Colorado, préfigurant Google Street View.
Hyperties (1983). Créé par Ben Shneiderman de l'université du Maryland, l'hyperlien dans ce logiciel offre un aperçu de l'unité d'information à laquelle il mène. Ce système, commercialisé en 1987, peut fonctionner sur des machines équipées du système d'exploitation DOS.
Guide (1984) est un système hypertexte développé par la société britannique OWL (Office Workstations Limited) à partir de 1982 et commercialisé en 1984; il sera adapté pour Macintosh en 1987 sous le nom HyperCard. Le fichier d'aide de Turbo Pascal (version 4 - 1987) est en hypertexte, tout comme le sera, peu après, celui de Windows.
NoteCards (1985) est un logiciel développé à Xerox PARC. Son architecture repose sur un ensemble de cartes, chacune constituant un « nœud » (ou unité d'information) auquel peut mener un lien.
Intermedia (1985) est un autre système créé à l'université Brown. Plus puissant que NoteCards, il permet des liens non seulement à des cartes, mais aussi à des « ancres », c'est-à-dire à des endroits d'une même page identifiés à l'aide d'une balise spéciale. Ce procédé est aussi présent dans le HTML.
SGML (1986). Développé à partir du GML, le SGML est adopté comme norme ISO en 1986.
HyperCard (1987) est une application mise au point par Bill Atkinson pour Apple, à partir du logiciel Guide. HyperCard est l'un des premiers systèmes hypertexte disponible pour le grand public. Il était incorporé dans chaque Mac OS de l'époque. Un document hypertexte est composé de cartes. Chaque carte, correspondant à une page-écran, est créée à l'aide d'outils de traitement de texte et de dessin. Les liens entre les cartes sont indiqués par des boutons. Ce logiciel intégré permet trois fonctions : circuler parmi les cartes, éditer ces cartes et enfin programmer des liens plus complexes au moyen d'un langage appelé HyperTalk. Il a servi de plateforme pour organiser et faire tourner les pages du jeu Myst.

### Hypertextes sur CD-ROM
En 1984, la standardisation des protocoles numériques pour CD-ROM permet aux éditeurs de voir dans celui-ci un support idéal pour des applications en hypertexte. Devant l’intérêt suscité, Microsoft organise une conférence sur le sujet, dont les actes sont réunis sous le titre CD ROM : the New Papyrus (1986). De grandes encyclopédies commencent à exploiter les possibilités offertes par l'hypertexte et le multimédia : Compton's Multimedia Encyclopedia (1989), The New Grolier Multimedia Encyclopedia (1992), Encarta (1993), Britannica (1994), Encyclopædia Universalis (1995), etc.

### Hypertexte en réseau

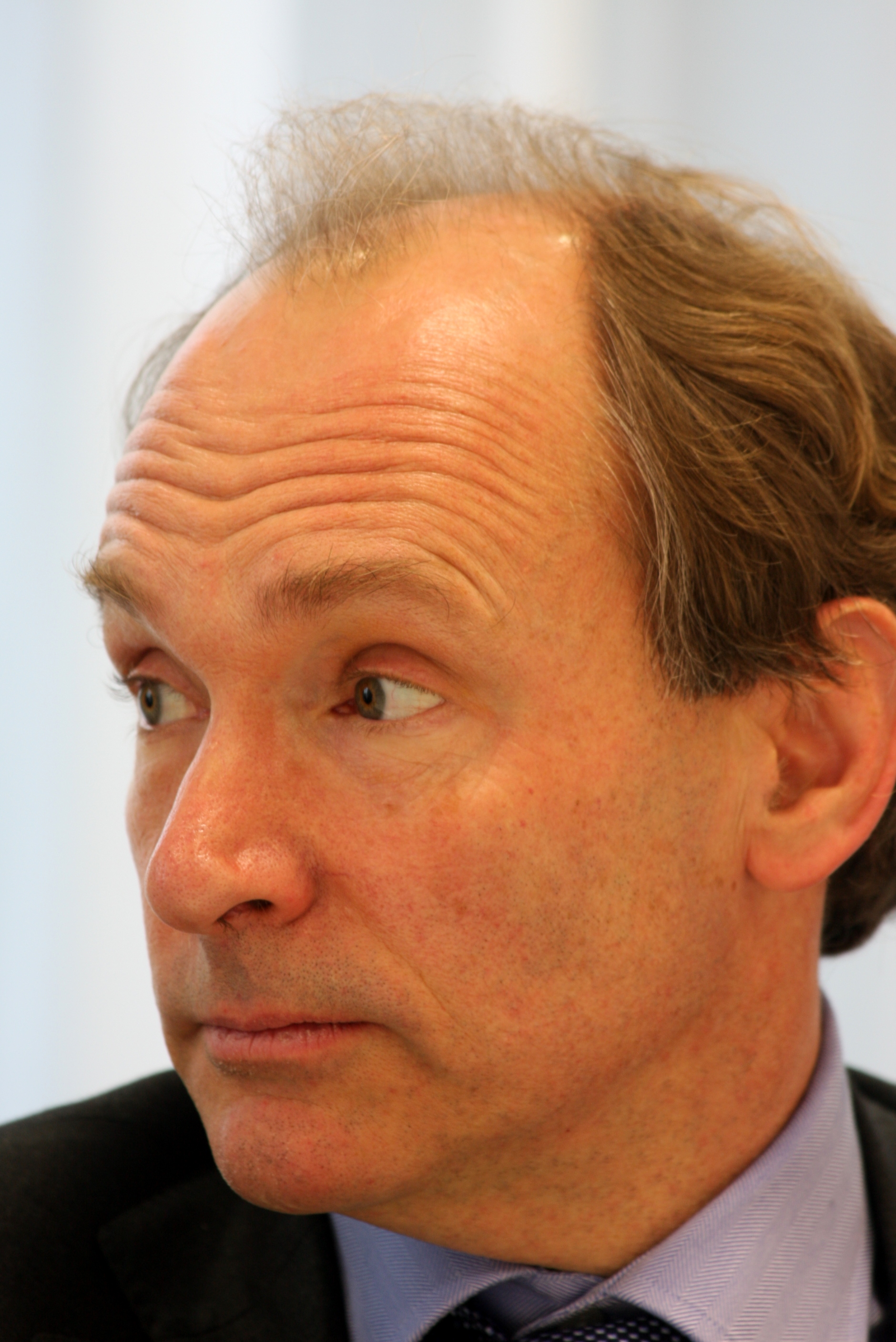
Tim Berners-Lee.

#### HTML (1992)
Lorsque Tim Berners-Lee commence à concevoir le World Wide Web en 1989, il cherche un langage hypertexte adapté et contacte notamment Ian Ritchie de la société propriétaire de Guide afin de développer une interface visuelle pour le Web, mais en vain. Avec Robert Cailliau, il met au point entre 1990 et 1992 le Hypertext Markup Language (HTML) — application de SGML — pour relier entre elles les ressources de l'hypertexte universel qu'est le Web. Une ressource peut être non seulement un document textuel, audiovisuel ou interactif, mais aussi une boîte de courrier électronique, un forum de discussion Usenet ou une base de données. Les hyperliens du Web sont contenus dans des documents balisés en langage HTML, présentés sous la forme de pages Web. Les liens vers les ressources les plus diverses peuvent être établis grâce à une notation standardisée appelée Uniform Resource Locator (URL) ou Uniform Resource Identifier (URI).
Contrairement au modèle très élaboré entrevu par Ted Nelson pour Xanadu, le Web utilise des concepts hypertextuels simples et faciles à mettre en œuvre : les hyperliens sont unidirectionnels, ils se « cassent » lorsque la ressource liée est déplacée ou supprimée, il n'y a pas d'aperçu de la ressource liée, les droits d'auteur ne sont pas gérés et il n'y a pas de système d'annotation ni de gestion de versions.

#### Wiki (1995)
« L’hypertexte connait un autre développement majeur avec la mise au point du wiki par Ward Cunningham en 1995. Ce système, qui reprend et développe une idée de logiciel collaboratif mise de l’avant en 1970 avec le système NLS de Doug Engelbart, utilise des balises simplifiées et permet à plusieurs usagers de créer, modifier et illustrer des pages web ».
Avec le wiki, « le lecteur ne se limite plus à choisir ce qu’il va lire en le sélectionnant parmi un éventail d’hyperliens : il devient lui-même auteur et participe à la création de contenus ». Il est à la base de Wikipédia et d'une partie du Web 2.0.

## Impacts de l'hypertexte

### Arts visuels et médiatiques

#### Net.art
Le net.art vient de l’hypertextualité plus précisément celle reliée au World Wide Web.
Paper Rad et Cory Archangel sont des exemples d’artistes du net.

### Effets sur la lecture
L’hypertexte marque une rupture dans le processus de lecture au sens où le lecteur n’est pas tenu de lire l’intégralité du document hypertextuel (et ne le fait pas en général) tandis que la lecture d’un livre se fait généralement du début à la fin. De plus, la navigation au moyen d'hyperliens crée facilement un effet de désorientation, souvent signalé par les auteurs dans les débuts de l'hypertexte. Ce phénomène était encore plus fort dans les premiers temps du Web, où les usages n'étaient pas établis ni du côté des lecteurs ni de celui des auteurs. Ainsi, en 1996, le  New York Times expliquait aux utilisateurs comment circuler dans l'hypertexte du Web : « Ci-après se trouvent des liens vers les sites web externes mentionnés dans l'article. Ces sites ne font pas partie du New York Times sur le web, et le Times n'a aucun contrôle sur leur contenu ou leur disponibilité. Quand vous aurez fini de visiter n'importe lequel de ces sites, vous pourrez revenir à cette page en cliquant sur le bouton ou l'icône « en arrière » de votre navigateur, jusqu'à ce que cette page réapparaisse ». Bien que des effets de tabularité soient présents dans les textes imprimés, l'hypertexte s'éloigne souvent grandement de la linéarité du texte papier, héritée des contraintes temporelles de la parole, offrant la possibilité au lecteur d'accéder à des données visuelles dans l'ordre qu'il choisit.
Par ailleurs, comme le signale Christian Vandendorpe, dans son essai Du Papyrus à l’hypertexte, l'abondance des données disponibles, jointe à une sollicitation constante de l'attention, entraine une « dynamique de lecture […] caractérisée par un sentiment d’urgence, de discontinuité et de choix à effectuer constamment ».

### Journalisme
Selon Alexandra Saemmer, on peut distinguer trois grands types d'usage de l’hypertexte dans les médias :
- l’hypertexte informationnel : sert à informer et non à justifier ou à convaincre le lecteur ;
- l’hypertexte argumentatif : permet de justifier, de défendre une idée ;
- l’hypertexte « figure de manipulation » : en ne présentant pas de lien logique entre deux articles (un texte source et un texte lié), celui-ci cherche à déjouer, à séduire ou à manipuler le lecteur.

L’hypertexte permet au lecteur de se renseigner sur le contexte d’un article. Grâce à cet outil, le journaliste peut citer ses sources pour se justifier ou pour, au contraire, prendre de la distance par rapport à ce qu’il écrit. L’auteur peut également inciter le lecteur à lire un autre document en rapport avec son article ; il s’agit alors d’ « usages anticipés » (Davallon et Jeanneret, 2004). En effet, en mettant en avant un autre article ou une vidéo grâce à un lien hypertexte, l’auteur montre qu’il a déjà consulté ce lien : il incite, prévoit et donc anticipe le fait que le lecteur va pouvoir également le consulter.
Des sites de journalisme participatif ont également vu le jour, invitant tous les lecteurs à participer à la rédaction, tels le site OhmyNews au Japon et en Corée du Sud, dont le slogan est « Chaque citoyen est un journaliste ». Le citoyen connecté et interactif devient ainsi un netizen. Cette plateforme comptait 70 000 contributeurs en 2011. De même, Wikinews fait appel aux contributeurs bénévoles pour offrir un suivi de l'actualité dans les différentes parties du monde.

### Littérature hypertextuelle
Dans les années 1960, diverses tentatives de briser la linéarité inhérente au roman traditionnel sont apparues. Nabokov a proposé dans Feu pâle (1961) une structure labyrinthique qui obligeait le lecteur à faire des allers et retours entre les diverses sections du livre. Marc Saporta (1962) a publié Composition no 1, un livre en pages détachées non paginées, que le lecteur était invité à battre comme des cartes. Même rejet de la linéarité dans Marelle (1963), de Julio Cortázar, et même recherche de combinaisons infinie dans « Cent mille milliards de poèmes », de Raymond Queneau (1967). Dans les années 1980, le succès des collections du genre Un livre dont vous êtes le héros a également préparé le public à découvrir un nouveau rapport à la lecture.
L’hypertexte suscite donc l’intérêt des écrivains qui y voient un moyen de libérer la littérature des contraintes imposées par le support papier, donnant le jour à des poésies hypertextuelles, et surtout à des expériences susceptibles de déboucher sur un nouveau genre littéraire : l'hypertexte de fiction. Ce dernier prend son essor aux États-Unis où il se développe peu à peu, notamment à Brown, où sont créés divers logiciels d'hypertexte.
La première grande fiction sur hypertexte est afternoon, a story (1987), de Michael Joyce (écrivain) (en), qui comprend 539 nœuds (unités d'information) et 950 liens. afternoon a été écrit sur le logiciel de système fermé « Storyspace » conçu par Marc Bernstein, qui a par la suite créé Eastgate Systems (en), principal éditeur d'hypertextes littéraires aux États-Unis. Cet ouvrage a suscité l'intérêt de l'écrivain et critique Robert Coover à un point tel que ce dernier a décidé de donner un séminaire de création hypertextuelle à Brown durant deux semestres, expérience qu'il relate dans un article intitulé « The End of Books » en 1992. Selon lui, « La nouveauté la plus radicale de l'hypertexte est le système de liens multidirectionnels et souvent labyrinthiques que nous sommes invités ou obligés de créer ». Selon une critique :

« L'expérience de lecture d'afternoon est fragmentée, labyrinthique. Les thèmes explorés par l’auteur sont nombreux et le lecteur qui évolue dans le récit est rapidement confronté au sentiment d’avoir affaire à une œuvre immense, voire écrasante. L’accident de voiture [au début du récit] est en fin de compte un simple déclencheur, un prétexte pour explorer les méandres du souvenir et de la mémoire d’un homme l’espace d’un après-midi. Car si le lecteur a le sentiment de bel et bien assister à un point tournant dans la vie du narrateur, l’issue réelle de ce processus demeure obscure et l’exercice semble pour ainsi dire destiné à ne jamais avoir de fin. »

En raison du rejet de la linéarité et d'une navigation opaque, cette hyperfiction, à l'instar de beaucoup d'autres, présente de sérieuses difficultés pour le lecteur, qui n'a guère d'indices sur l'ordre dans lequel les fragments devraient s'enchaîner. Comme le note Jean Clément :

« La première victime de l'abandon de la narration traditionnelle est l'intrigue elle-même. Après avoir lu un hypertexte de fiction, le lecteur a, certes, une idée de ce dont il est question, mais il est incapable d'en raconter l'histoire. D'abord parce qu'il n'en a lu que des bribes. Ensuite, parce qu'il les a lues dans un ordre parfois illogique. Enfin parce qu'il y a plusieurs histoires ou que, peut-être, il n'y en a pas. »

En 2015, Jean-Pierre Balpe, qui a lui-même créé plusieurs romans hypertextuels interactifs et des générateurs de poèmes, est critique sur les premières tentatives d'hyperfiction : « Ces récits, dans leur ensemble, se contentaient alors de proposer une multinlinéarité qui, au fond des choses, ne change rien aux positions respectives de l'auteur et du lecteur : l'auteur conçoit un certain nombre de parcours qu'il ouvre à la lecture et ne laisse à son lecteur que la possibilité de suivre quelques-uns d'entre eux ou, s'il le désire, en revenant au départ, tous les uns après les autres ». Selon Balpe, il faut plutôt exploiter la « coopérativité lectorielle » dans de vastes hypertextes sous forme de blogues interreliés, où une matrice de départ est constamment transformée par le jeu des hyperliens ou par des processus de génération automatique, dans un processus d'expansion indéfinie.
Des milliers d'œuvres ont vu le jour depuis l'arrivée du Web. En 2010, une expérience d'écriture en réseau à laquelle ont participé l'écrivain Neal Stephenson, ainsi que des cinéastes, des artistes visuels et des développeurs de jeux vidéo, a donné à certains observateurs la conviction que l'hyperfiction avait finalement trouvé sa formule avec une saga intitulée The Mongoliad (en). En 2012, toutefois, le site a été fermé et renvoyait alors le lecteur à une série d'une vingtaine de livres.
Après avoir lu un roman de Paul La Farge à la fois sous forme classique et en mode hypertexte, une critique concluait ainsi : .
Davallon et Jeanneret invitent à dégager le concept d'hypertexte des constructions théoriques qui s'y sont attachées :

« Finalement la vérité du média [hypertexte] ne paraît pas résider dans la réalité des écrits qu'il abrite (toujours définis comme décevants) mais dans les vertus supposées de sa structure (inéluctablement vouée à devenir prodigieuse). La valorisation de la potentialité triomphe dans les récits d'invention de l'hypertexte. C'est pourquoi on y retrouve invariablement Vannevar Bush, qui ne l'a pourtant ni imaginé ni nommé. »

D'autres études réévaluent la nouveauté relative de l'hyperfiction, en « comparant les récits interactifs numériques aux non-numériques, tels que les jeux de rôle, le théâtre expérimental ou les livres dont vous êtes le héros ».

### Communication hypertextuelle
Pierre Lévy, chercheur en science de l'information et de la communication, illustre avec la métaphore de l’hypertexte, une théorie herméneutique de la communication. Elle met en avant la qualité du message, son sens et ses significations plutôt que la quantité en opposition à la théorie mathématique de la communication de Shannon. Dans cette théorie, Lévy ne s’attache donc ni au récepteur, ni à l’émetteur, ni au message mais bien aux liens qui les unissent dans un système appelé hypertexte, en constante reconstruction.

#### Individus
- Michael Joyce (écrivain) (en) (1945-), écrivain américain (hypertexte) ;
- Espen J. Aarseth (1965-)